# Edward Kmiec
Edward Urban Kmiec (ur. 4 czerwca 1936 w Trenton, zm. 11 lipca 2020 w Buffalo) – amerykański biskup katolicki polskiego pochodzenia. Biskup pomocniczy diecezji Trenton (1982–1994), biskup diecezjalny diecezji Nashville (1992–2004), biskup diecezjalny  diecezji Buffalo (2004–2012), od 2012 biskup senior.
Urodził się w Trenton, w stanie New Jersey jako syn Polaków, Tekli (z d. Czupta) i Jana Kmieców, którzy wyemigrowali do Stanów Zjednoczonych przed I wojną światową. Wstąpił do seminarium duchownego w Baltimore, skąd został wysłany na studia teologiczne na Uniwersytecie Gregoriańskim w Rzymie. Święcenia kapłańskie otrzymał w 1961 w bazylice św. Piotra w Watykanie.
Zmarł w wieku 84 lat. Został pochowany w krypcie biskupiej w katedrze św. Józefa w Buffalo.